# STS-29
STS-26 e двадесет и осмата мисия на НАСА по програмата Спейс шатъл и осми полет на совалката Дискавъри. Това е третата мисия след катастрофата на совалката Чалънджър през 1986 г.

## Екипаж
| Пост                    | Астронавт                              |
| ----------------------- | -------------------------------------- |
| Командир                | Майкъл Коутс втори космически полет    |
| Пилот                   | Джон Блаха първи космически полет      |
| Специалист на мисията 1 | Джеймс Бейгиан първи космически полет  |
| Специалист на мисията 2 | Джеймс Бакли трети космически полет    |
| Специалист на мисията 3 | Робърт Спрингър първи космически полет |

- Броят на полетите е преди и включително тази мисия.

Почти същият екипаж е назначен за мисия STS-61H, отменен след катастрофата на „Чалънджър“. Разликата е само, че Джеймс Бейгиан заменя Ана Фишър в състава, обявен от НАСА на 17 март 1988 г.

## Полетът
Първоначалната дата за изстрелване на совалката е 18 февруари 1989 г. Поради повреда в помпа за кислород на един от основните двигатели е насрочено за 11 март, но поради повреда в контролер това става на 13 март. В деня на старта има ново отлагане с около два часа поради мъгла и вятър.
Основната задача на полета е извеждането на третия комуникационен спътник от серията „TDRS“ (вторият е унищожен при катастрофата на „Чалънджър“) – TDRS-4 (TDRS-D). Същият е изведен около 6 часа след старта на совалката.
По време на полета се провеждат няколко експеримента. Единият се състои в отстраняването на част от кост на четири плъха, за да се проследи влиянието на безтегловността върху възстановяването на костите. По време на полета в космоса са изведени 32 оплодени кокоши яйца, за да се определи ефектът на безтегловността върху ембрионите. В товарния отсек се провежда експеримент с радиатор, за евентуална употреба като част от охладителната система на космическата станция Фрийдъм. Той не е успешен поради грешка в дизайна на оборудването. Всички други експерименти са успешни: получени са протеини при протеиновия кристален синтез, отделянето на хромозоми от растителни клетки (експеримент CHROMEX), биологичен експеримент за показване ефектите на микрогравитацията при развитието на кореновите системи при растенията и др.
Совалката „Дискавъри“ се приземява във Военновъздушната база „Едуардс“ (Edwards Air Force Base) на 18 март 1989 г. след 4 денонощия 23 часа 39 минути, прекарани в космоса. 6 дни по-късно е прехвърлена в Космическия център „Кенеди“, Флорида.

## Параметри на мисията
- Маса:
  - При старта: 116 281 кг
  - При кацането: 88 353 кг
  - Полезен товар: 17 280 кг
- Перигей: 297 км
- Апогей: 308 км
- Инклинация: 28,5°
- Орбитален период: 90,6 мин

## Галерия
- Стартът на совалката
- Отделеният външен резервоар на совалката
- Моменти от извеждането на спътника „TDRS-4“ в орбита
- Спътникът след извеждането
- Езерото Натрон, Танзания, снимано от космоса